# John Franklin Bardin
John Franklin Bardin (* 30. November 1916 in Cincinnati, Ohio; † 9. Juli 1981 in New York City, New York) war ein US-amerikanischer Schriftsteller. Bekannt geworden ist er durch Kriminalromane mit psychologischem Hintergrund, die er vor allem in den 1940er- und 1950er-Jahren verfasste.

## Leben
Bardin wuchs in Cincinnati, Ohio auf. Sein Vater, ein Kohlehändler, verstarb bereits in seiner Kindheit. Auch die ältere Schwester starb ein Jahr vor dem Vater an einer Blutvergiftung. Seine Mutter, eine Büroangestellte, litt unter einer paranoiden Schizophrenie, was einen prägenden Einfluss auf die frühen Romane John Franklin Bardins hatte. Er war zwei Mal verheiratet und hatte zwei Kinder aus erster Ehe.
Nach Abschluss der Walnut Hills High School in seiner Heimatstadt begann Bardin zunächst ein Ingenieurstudium an der Universität von Cincinnati. Aus finanziellen Nöten brach er das Studium jedoch bereits im ersten Jahr ab und nahm verschiedene Hilfsarbeiten an.
Bald darauf ging Bardin nach New York City, wo er ab 1944 eine feste Anstellung bei der Werbeagentur Edwin Bird Wilson Inc. bekam, in der er schließlich bis zum Vizepräsidenten aufstieg. 1963 verließ er die Agentur. Bereits seit 1961 unterrichtete Bardin an der New School for Social Research im Fach „Kreatives Schreiben“. Diese Lehrtätigkeit behielt er bis 1966 inne. Im Anschluss arbeitete er in New York als Redakteur für verschiedene Zeitungen, darunter Zeitschriften des United Negro College Fund und des United Jewish Appeal für New York.
Zwischen 1972 und 1974 ging Bardin nach Chicago, wo er als Chefredakteur des Magazines Today's Health der American Medical Association tätig war. 1974 zog er zurück nach New York, wo er 1981 im Beth Israel Medical Center verstarb.

## Werke
- Unter eigenem Namen:
  - The Deadly Percheron. (1946) Deutsche Ausgabe: Das Teufelsrad. Edition Sven Bergh, 1979. Übersetzer Werner Peterich.
  - The Last of Philip Banter. (1947) Deutsche Ausgabe: Geständnis auf Raten. Edition Sven Bergh, 1980. Übersetzer Werner Peterich.
  - Devil Take the Blue-tail Fly. (1948) Deutsche Ausgabe: Die Bärengrube. Edition Sven Bergh, 1981. Übersetzer Werner Peterich.
  - The Burning Glass. (1950)
  - Christmas Comes but Once a Year. (1954)
  - Purloining Tiny. (1978)

- Unter dem Pseudonym Gregory Tree:
  - The Case Against Myself. (1950)
  - The Case Against Butterfly. (1951)
  - So Young to Die. (1952)

- Unter dem Pseudonym Douglas Ashe:
  - A Shroud for Grandmama. (1951); umbetitelt The Longstreet Legacy. (1970)

## Auszeichnungen
1976 bekam John Franklin Bardin den Schwedischen Krimipreis.